# Nazionale maschile di calcio a 5 dell'Algeria
La nazionale maschile di calcio a 5 dell'Algeria è, in senso generale, una qualsiasi delle selezioni nazionali di Calcio a 5 della Fédération algérienne de football che rappresentano l'Algeria nelle varie competizioni ufficiali o amichevoli riservate a squadre nazionali.
Pur essendo discretamente praticato a livello amatoriale, l'Algeria non ha grandi tradizioni nel calcio a cinque. La nazionale ha avuto la prima grande occasione di presentarsi sulle scene internazionali nel FIFA Futsal World Championship 1989 nei Paesi Bassi, dove la squadra nordafricana è stata eliminata al primo turno. Questa rappresenta l'unica partecipazione algerina al mondiale, difatti la nazionale non ha preso parte ai successivi quattro appuntamenti della Coppa d'Africa non potendo quindi competere per la qualificazione ai successivi mondiali.
L'Algeria ha però disputato la seconda e terza edizione dell'Arab Futsal Championship: al Cairo nel 2005 è giunta ultima nel suo girone, mentre in Libia nel 2007 è giunta quinta.

## Statistiche

### Campionato mondiale
| Anno   | Luogo         | Piazzamento      | Pd | V | N | P | GF | GS |
| ------ | ------------- | ---------------- | -- | - | - | - | -- | -- |
| 1989   | Paesi Bassi   | 1º turno         | 3  | 0 | 0 | 3 | 5  | 17 |
| 1992   | Hong Kong     | Non partecipante | -  | - | - | - | -  | -  |
| 1996   | Spagna        | Non partecipante | -  | - | - | - | -  | -  |
| 2000   | Guatemala     | Non partecipante | -  | - | - | - | -  | -  |
| 2004   | Taipei cinese | Non partecipante | -  | - | - | - | -  | -  |
| 2008   | Brasile       | Non partecipante | -  | - | - | - | -  | -  |
| 2012   | Thailandia    | Non partecipante | -  | - | - | - | -  | -  |
| 2016   | Colombia      | Non partecipante | -  | - | - | - | -  | -- |
| 2020   | Lituania      | Non qualificata  | -  | - | - | - | -  | -  |
| Totale |               | 1/9              | 3  | 0 | 0 | 3 | 5  | 17 |

### Campionato africano
| Anno   | Luogo        | Piazzamento      | Pd | V | N | P | GF | GS |
| ------ | ------------ | ---------------- | -- | - | - | - | -- | -- |
| 1996   | Egitto       | Non partecipante | -  | - | - | - | -  | -  |
| 2000   | Egitto       | Non partecipante | -  | - | - | - | -  | -  |
| 2004   | Africa       | Non partecipante | -  | - | - | - | -  | -  |
| 2008   | Libia        | Non partecipante | -  | - | - | - | -  | -  |
| 2011   | Burkina Faso | Non disputato    | -  | - | - | - | -  | -  |
| 2016   | Sudafrica    | Non partecipante | -  | - | - | - | -  | -  |
| 2020   | Marocco      | Non qualificata  | -  | - | - | - | -  | -  |
| Totale | 0/6          |                  | -  | - | - | - | -  | -  |

## Tutte le rose
Coppa del Mondo di calcio a 5 FIFA 19891 Benbella Benmiloud, 2 Ali Benhalima, 3 Cherif Guettai, 4 Samir Belamri, 5 Abderrahmane Dahnoune, 6 Amirouche Lalili, 7 Mohamed Bouhdjar, 8 Mustapha Boukar, 9 Khaled Lounici, 10 Lakhdar Belloumi, 11 Abdelhafid Tasfaout, 12 Mohamed Benchiha, 13 Abdeslem Benabdellah, CT: Amar Rouai